# El guardián (película de 1998)
El guardián (título original: Shepherd) es una película canadiense de acción y ciencia ficción de 1998, dirigida por Peter Hayman, escrita por Nelu Ghiran, musicalizada por Donald Quan, en la fotografía estuvo Graeme Mears y los protagonistas son C. Thomas Howell, Roddy Piper y David Carradine, entre otros. El filme fue producido por Danforth Studios y se estrenó el 28 de agosto de 1998.

## Sinopsis
En este largometraje los hechos suceden en un lugar desolado, donde un mercenario protege a una mujer y a su hijo de unos sectarios muy peligrosos.